# Хрид
Хрид је мања или већа стена или гребен који штрчи изнад површине мора. Ненастањена је и најчешће је дом за морске птице које ту слећу и гнезде се. Велики број хриди се налази у Јадранском мору, уза саму обалу Хрватске. Површина хриди не прелази 0,01 km².
Хрид је геолошки облик рељефа који се састоји од стрмих и често вертикалних стубова стена у мору близу обале, насталих таласном ерозијом. Хриди се временом формирају дејством ветра и воде, процесима обалске геоморфологије. Оне настају када је део ртова еродиран хидрауличким дејством, што је сила мора или воде која удара о стену. Снага воде слаби пукотине на рту, узрокујући да се касније сруше, формирајући самостојеће хриди, па чак и мало острво. Без сталног присуства воде, хриди се такође формирају када се природни лук сруши под дејством гравитације, услед под-ваздушних процеса као што је ерозија ветром. Ерозија узрокује урушавање лука, остављајући стуб од тврдог камена подаље од обале - хрид. На крају, ерозија узрокује да се хрид сруши, остављајући пањ. Хриди могу да обезбеде важне локације за гнежђење морских птица, а многе су популарне за пењање по стенама.

## Дефиниција
Као што сугерише његово порекло као острво (енгл. islette), старофранцуски деминутив од речи „острво” (isle), употреба израза подразумева малу величину, али се мало пажње посвећује постављању горње границе њене применљивости.
На једној веб локацији о светским рељефним формама се наводи: „Копнени облик острца се генерално сматра да је стена или мало острво које има мало вегетације и не може да одржи људско пребивалиште”, а даље се наводи да његова величина може да варира од неколико квадратних стопа до неколико квадратних миља, без посебних правила која се односе на величину.

## Формирање
Хриди се типично формирају у хоризонталним слојевима седиментних или вулканских стена, посебно на кречњачким литицама. Средња тврдоћа ових стена представља средњу отпорност на абразивну и атритивну ерозију. Отпорнији слој може формирати завршни камен. (Литице са слабијим стенама, као што су глинени камен или стене са високим спојевима, имају тенденцију да се слегну и еродирају пребрзо да би формирале хриди, док тврђе стене као што је гранит еродирају на различите начине.)
Процес формирања обично почиње када море нападне линије слабости, као што су стрми спојеви или мале зоне раседа у литици. Ове пукотине се затим постепено повећавају и претварају у пећине. Ако пећина пролази кроз рт, формира се лук. Даља ерозија узрокује урушавање лука, остављајући стуб од тврде стене удаљен од обале, хрид. На крају, ерозија узрокује да се хрид сруши, остављајући пањ. Овај пањ обично формира мало камено острво, довољно ниско да га плима може потопити.

## Други термини
- Средорек је мало острво. То се посебно користи за означавање речних острва, попут оних која се налазе на реци Темзи и њеним притокама у Енглеској.[21][22][23]
- Спруд или кључ, острвце настало накупљањем ситнозрних наслага песка поврх гребена, посебно на Карибима и западном Атлантику. Примери таквих острва су Рум Ки на Бахамима и Флоридски Кис у близини Флориде.
- Француски суфикс -hou од скандинавског -holm, користи се за имена неких острваца на Каналским острвима, као што су Екрехоз, Беру, Лију и Уме, и надомак Нормандије, попут Татихоуа.
- Инч, израз који се посебно користи у Шкотској, од галског innis, које је првобитно значило острво, али је значење измењено да се односи на мања острва, попут острвца Инч поред острва Св. Марије, Инч Кенет, Инчкит, Кит Инч (које више није острво) и Инчкејлоч.[24]
- Моту, гребенско острвце формирано од разграђеног корала и песка, окружујући атол, посебно у Полинезији,[25] као што су Моту Он, Моту Нао и Моту Пахи.
- Речно острво, острво у току реке, као што је острво Сите у Паризу.
- „Стена”, у смислу типа острваца, је ненасељени облик терена састављен од камена, који лежи у мору и има само најминималнију вегетацију, као што је Албино стена у групи Палминих острва уз обалу Квинсленда у Аустралији.
- Пешчаник или плићак, изложени спруд.
- Морски стек, танак, вертикални облик копна, који вири из водене масе.
- Скери, мало стеновито острво, обично дефинисано као премало за становање, посебно у Ирској.
- Супсидарана острвца, углавном у техничким применама, је термин којим се означавају мале копнене формације изоловане водом, које леже уз обалу већег острва. Слично томе, свако новонастало земљиште у атолу назива се острвцем.[26]
- Плимно острво, мала острва (не увек хриди) која леже у близини копнених подручја, која су с њим повезана у осеци и изолована у плими.

## Међународни закон
Да ли се хрид сматра стеном или не, може имати значајне економске последице према члану 121 Конвенције УН-а о поморском праву, који предвиђа да „камење које не може самостално да одржава људско пребивалиште или економски живот, неће имати екслузивну економску зону или континентални праг”. Један од дугорочних спорова око статуса таквог острва био је онај о Змијском острву.
Међутим, судска пракса Међународног суда правде понекад игнорише хриди, без обзира на статус насељавања, у одлучивању о територијалним споровима. До тога је дошло 2009. године у решавању спора између Румуније и Украјине, и раније у спору између Либије и Малте око острва Филфла.